# Oren Chazzan
Oren Asaf Chazzan (hebr.: אורן אסף חזן, ang.: Oren Asaf Hazan, ur. 28 października 1981 w Izraelu) – izraelski prawnik, przedsiębiorca, polityk, w latach 2015–2019 poseł do Knesetu.

## Życiorys
Urodził się 28 października 1981 w Izraelu.
Ukończył studia prawnicze w Ono Academic College w Kirjat Ono.
Był przewodniczącym młodzieżówki Likudu. Z listy tego ugrupowania  został wybrany posłem w wyborach w 2015. W dwudziestym Knesecie pełnił funkcję zastępcy przewodniczącego i zasiadał w komisjach: budownictwa; spraw zagranicznych i obrony; kontroli państwa; finansów oraz spraw wewnętrznych i środowiska. W wyborach w kwietniu 2019 utracił miejsce w parlamencie.

## Życie prywatne
Jego ojciec – Jechi’el Chazzan – również był posłem do Knesetu z listy Likudu.